# Première!
Première! é o álbum de estreia da banda Portuguesa de rock alternativo Qwentin, lançado a 15 de Novembro de 2007, pela editora Raging Planet.  

## Faixas
1. "¡Fatalidad!"
2. "Casualty Friday"
3. "Il Commence Ici"
4. "trailer de “Aqui.”"
5. "Uomo-Tutto"
6. "Jornalisma"
7. "intervalo"
8. "Tweestrijd"
9. "N.F.O. Kronikoj"
10. "Aqui."
11. "Mind (the) Thieves"
12. "Terrier"
13. "Chewbacca’s Blues" (faixa de bónus escondida)

## Acerca dos temas

### ¡Fatalidad!
O tema de abertura do álbum foi, curiosamente, o último a ser composto. Cantado em Espanhol, versa sobre a fragilidade da vida, comparando-a a uma ilha "rodeada de morte por todos os lados" ("somos solamente islas, pequeñas porciones de vida rodeadas de muerte por todos lados". Estas reflexões são comunicadas do ponto de vista de uma personagem fictícia que recorda tudo o que lhe veio à mente quando estivera a um passo de morrer afogada.

### Casualty Friday
Apesar de, no alinhamento do disco, surgir antes de "Mind (the) Thieves" (faixa 11), "Casualty Friday" é uma sequela desse mesmo tema - conforme se pode constatar pelo "riff" de abertura. Letra em Inglês.

### Il Commence Ici
"Single" de apresentação do álbum, "Il Commence Ici" é um tema, falado em Francês, cujo conceito gira em torno da noção de realidade enquanto um elemento da vida em constante mutação ("le monde qu'on voit tous les jours quand on se réveille est sujet à des constantes mutations, transformations, déformations" - "o mundo que vemos todos os dias ao acordar está sujeito a constantes mutações, transformações, deformações"). O desconhecido é apresentado como algo que está mais perto de nós do que aquilo que possamos imaginar.

### trailer de “Aqui.”
Trata-se, meramente, de um excerto da canção "Aqui." (faixa 10), que funciona como uma espécie de "teaser".

### Uomo-Tutto
A história - narrada e cantada em Italiano - de uma personagem fictícia que é, simultaneamente, Deus e o Homem, em permanente disputa entre si.

### Jornalisma
O primeiro tema cantado em Português. A história gira em torno da verdade e da manipulação dos factos nos média.

### intervalo
Tal como o nome sugere, este interlúdio instrumental sugere um intervalo, como na projecção cinematográfica de um filme. Surge exactamente a meio do álbum, como uma pausa para respirar entre ambas as metades do disco.

### Tweestrijd
Um tema profundamente existencialista acerca de uma mulher que se transforma num homem, através de um processo de metamorfose. Cantado em Neerlandês.

### N.F.O. Kronikoj
Um tema deveras acelerado, que explora a verdade e a contradição, tendo como pano de fundo a existência de OVNIs. O título é “Crónicas d’OVNI” em Esperanto, língua em que a faixa é cantada, apresentado pela banda como derivado de *Nekonata Fluigi Objekto (ainda a expressão correta em Esperanto seja NIFO-Kronikoj, de ne-identigita fluganta objekto).

### Aqui.
A segunda (e última) canção de "Première!" em Português. A letra falta do insustentável peso da rotina na vida quotidiana de um casal. 

### Mind (the) Thieves
A segunda (e última) canção de "Première!" em Inglês. E a primeira a ter sido composta. A letra narra a história de um ladrão de mentes, pelos olhos da sua vítima. A trama tem seguimento em "Casualty Friday" (faixa 2), onde a narrativa é conduzida pelo ponto de vista do ladrão.
Este tema conta com a participação de Rui Duarte, vocalista dos portugueses Ramp.

### Terrier
Uma composição instrumental, de ambiente negro, como uma marcha fúnebre. Contém referências de fundo à Guerra da Bósnia.

### Chewbacca's Blues
Tema instrumental não incluído na lista do disco (embora surja creditada no "booklet") que é, segundo declarações da própria banda em entrevista à rádio Antena3, em 2006, "um olhar profundo sobre a personalidade e a identidade da personagem" (Chewbacca é uma personagem secundária da saga Star Wars, sobre cuja vida pessoal pouco ou nada se sabe).

## Ficha técnica
- Gospodar Qwentinsson – guitarra, voz, piano
- Qweon Qwentinsson – guitara, voz
- Drepopoulos Qwentinsson – guitarra baixo
- Bárány Qwentinsson – bateria
- Morloch Qwentinsson - piano, teclados, sequenciamento
- Daniel Cardoso– produção, bateria adicional em "Terrier"
- Rui Duarte – voz em "Mind (the) Thieves
- Zé Gato – trompete em "intervalo"
- Pedro Mendes – assistente de produção, guitarra adicional em "Mind (the) Thieves"
- Mathilde Baron – narração em "Il Commence Ici"
- Giorgia Zaga – narração em "Uomo-Tutto"
- Sara Romanin – narração em "Uomo-Tutto"
- João Mestre – narração em "Jornalisma"
- Gonçalo Brito – narração em "Jornalisma"
- Tiago Abreu – narração em "Jornalisma"
- Bonnie Hendriks – narração em "Tweestrijd"
- Dominique Borde – produção adicional em "Il Commence Ici", "Uomo-Tutto", "Jornalisma", "N.F.O. Kronikoj" e "Chewbacca's Blues"
- Ary – produção adicional em "Il Commence Ici", "Uomo-Tutto", "Jornalisma", "N.F.O. Kronikoj" e "Chewbacca's Blues"
- Jonatan Sousa - produção adicional em "Tweestrijd"
- Pedro Lourenço - produção adicional em "Tweestrijd"